# کروکونیک اسید
اسید کروکونیک (به انگلیسی: Croconic acid) با فرمول شیمیایی C۵H۲O۵ یک ترکیب شیمیایی است. که جرم مولی آن ۱۴۲٫۰۷ g/mol می‌باشد. 